# Daniel Solander (jurist)
Daniel Solander, född 1707 i Härnösand, död 2 april 1785, var en svensk jurist, professor i juridik och inspektor musices vid Uppsala universitet.

## Biografi
Daniel Solander var son till kontraktsprosten i Piteå, Daniel Solander, som vid tiden för hans födelse var lektor i Härnösand, och Sophia Catharina Lundia samt dotterson till juris professor Carl Lundius och vidare bror till kontraktsprosten och riksdagsmannen Carl Solander. Under hans barndom i Piteå härjades staden av ryssarna, vilka fick tag på prästfamiljen, klädde av dem nakna och kränkte dem.
Han disputerade 1735 vid Uppsala universitet för Jacob Wallrave med  De methodo ac ratione computationis graduum, ejusque usu in jure patrio. Han var notarie vid Svea hovrätt, när han 1740 utnämndes till professor i juridik. Solander blev den förste som innehade en professur som innefattade både inhemsk och romersk rätt. Han var universitetets rektor 1747, 1759 och 1772.
Solander var farbror till botanikern Daniel Solander. Han var gift med änkan Anna Margareta Lambert.